# Alfredo Stephens
Alfredo Horacio Stephens Francis (ur. 25 grudnia 1994 w mieście Panama) – panamski piłkarz występujący na pozycji napastnika lub skrzydłowego, reprezentant Panamy, od 2023 roku zawodnik izraelskiego Hapoelu Ironi Kirjat Szemona.

## Kariera klubowa
Stephens pochodzi ze stołecznego miasta Panama. W wieku ośmiu lat dołączył do szkółki juniorskiej ukierunkowanego na szkolenie młodzieży klubu Río Abajo FC, w której terminował wraz ze starszym bratem. Już w wieku szesnastu lat został włączony do pierwszego zespołu, z którym w jesiennym sezonie Apertura 2011 zdobył mistrzostwo drugiej ligi panamskiej. W maju 2012 wywalczył z Río Abajo historyczny, pierwszy w dziejach klubu awans do najwyższej klasy rozgrywkowej. W Liga Panameña zadebiutował 10 sierpnia 2012 w zremisowanym 0:0 spotkaniu z Tauro, zaś premierowego gola w pierwszej lidze strzelił 14 października 2012 w wygranej 4:3 konfrontacji z tym samym rywalem. Mimo młodego wieku był podstawowym graczem ekipy, imponując szybkością, siłą i zwinnością. W lipcu 2013 przeniósł się do wyżej notowanego, stołecznego CD Plaza Amador – tam spędził rok bez poważniejszych osiągnięć, występując zarówno na pozycji napastnika, jak i skrzydłowego.
W lipcu 2014 Stephens został piłkarzem ówczesnego mistrza Panamy – ekipy Chorrillo FC. Tam występował przez kolejny rok, po czym udał się na roczne wypożyczenie z opcją wykupu do słowackiego DAC 1904 Dunajská Streda. W tamtejszej Fortuna Liga zadebiutował 9 sierpnia 2015 w zremisowanym 1:1 meczu z Žiliną, lecz kilka dni później doznał kontuzji barku, która wykluczyła go z gry na dwa miesiące. Jedynego gola w lidze słowackiej strzelił 11 marca 2016 w wygranym 3:1 pojedynku z Senicą. W drużynie DAC występował wraz ze swoim rodakiem Erikiem Davisem – na koniec sezonu 2015/2016 zajął z klubem siódme miejsce w tabeli, po czym powrócił do Chorrillo. W sezonie Apertura 2017 wywalczył z drużyną prowadzoną przez Richarda Parrę tytuł mistrza Panamy, tworząc dobrze uzupełniający się duet napastników z Rolando Blackburnem. Został również wybrany w oficjalnym plebiscycie LPF do najlepszej jedenastki ligi panamskiej.
W styczniu 2018 Stephens został wypożyczony na półtora roku (z opcją wykupu) do portugalskiego drugoligowca CD Santa Clara.

## Kariera reprezentacyjna
W lutym 2011 Stephens znalazł się w ogłoszonym przez Jorge Dely Valdésa składzie reprezentacji Panamy U-17 na Mistrzostwa Ameryki Północnej U-17 (wcześniej rozegrał dwa mecze w eliminacjach). Tam rozegrał cztery z pięciu możliwych spotkań (wszystkie w wyjściowym składzie) i strzelił gola w ćwierćfinale z Kostaryką (1:0). Bramka ta dała jego drużynie awans do półfinału, a w konsekwencji premierowy, historyczny awans Panamy na mundial w tej kategorii wiekowej. Ostatecznie jego kadra odpadła z mistrzostw kontynentalnych właśnie w półfinale, ulegając Kanadzie (0:1) i zajęła trzecie miejsce w rozgrywkach. Trzy miesiące później został powołany na Mistrzostwa Świata U-17 w Meksyku; również pełnił wówczas rolę kluczowego gracza kadry i wystąpił we wszystkich czterech meczach od pierwszej minuty. Panamczycy zakończyli natomiast swój udział na juniorskim mundialu w 1/8 finału po porażce z gospodarzem i późniejszym triumfatorem – Meksykiem (0:2).
W lipcu 2012 Stephens w barwach reprezentacji Panamy U-20 rozegrał dwa spotkania w ramach udanych dla jego drużyny eliminacji do Mistrzostw Ameryki Północnej U-20. Z powodu kontuzji łąkotki nie znalazł się jednak w ogłoszonym przez Javiera Wanchope'a składzie na finałowy turniej rozgrywany w lutym 2013 w Meksyku.
W seniorskiej reprezentacji Panamy Stephens zadebiutował za kadencji selekcjonera Julio Césara Dely Valdésa, 20 maja 2012 w wygranym 2:0 meczu towarzyskim z Gujaną. We wrześniu 2014 został powołany przez Hernána Darío Gómeza na turniej Copa Centroamericana, gdzie rozegrał jeden z trzech możliwych meczów (po wejściu z ławki), zaś jego kadra zajęła wówczas trzecie miejsce. W czerwcu 2015 znalazł się natomiast w składzie na Złoty Puchar CONCACAF. Tam również pełnił rolę rezerwowego – wystąpił w dwóch z sześciu możliwych meczów (w obydwóch po wejściu z ławki), a Panamczycy odpadli w półfinale po porażce w dogrywce z późniejszym zwycięzcą rozgrywek – Meksykiem (1:2) i zajęli trzecie miejsce na Złotym Pucharze. Premierowego gola w dorosłej kadrze narodowej strzelił 24 października 2017 w wygranym 5:0 sparingu z Grenadą.